# Aday
Aday (franska: Aday (CR), Aday (Commune Rurale), arabiska: كلميم (البلدية)) är en kommun i Marocko.   Den ligger i provinsen Guelmim och regionen Guelmim-Oued Noun, i den centrala delen av landet, 600 km söder om huvudstaden Rabat. Antalet invånare är 3 481.